# Sumida (Fluss)
Der Sumida (jap. 隅田川, -gawa) ist ein Fluss in Japan.
Der Sumida teilt sich bei der Shin-Iwabuchi-Schleuse im Tokioter Stadtbezirk Kita vom Arakawa ab, fließt durch Tokio und mündet dort in die Bucht von Tokio. Der Sumida fließt durch das alte Bett des Arakawa, der im frühen 20. Jahrhundert umgeleitet wurde, um Überschwemmungen zu verhindern. Vor dem 17. Jahrhundert, als der Tone nach Osten umgeleitet und der Arakawa von ihm getrennt wurde, war der Sumida der Unterlauf des Iruma, der seitdem ein Zufluss des Arakawa ist.

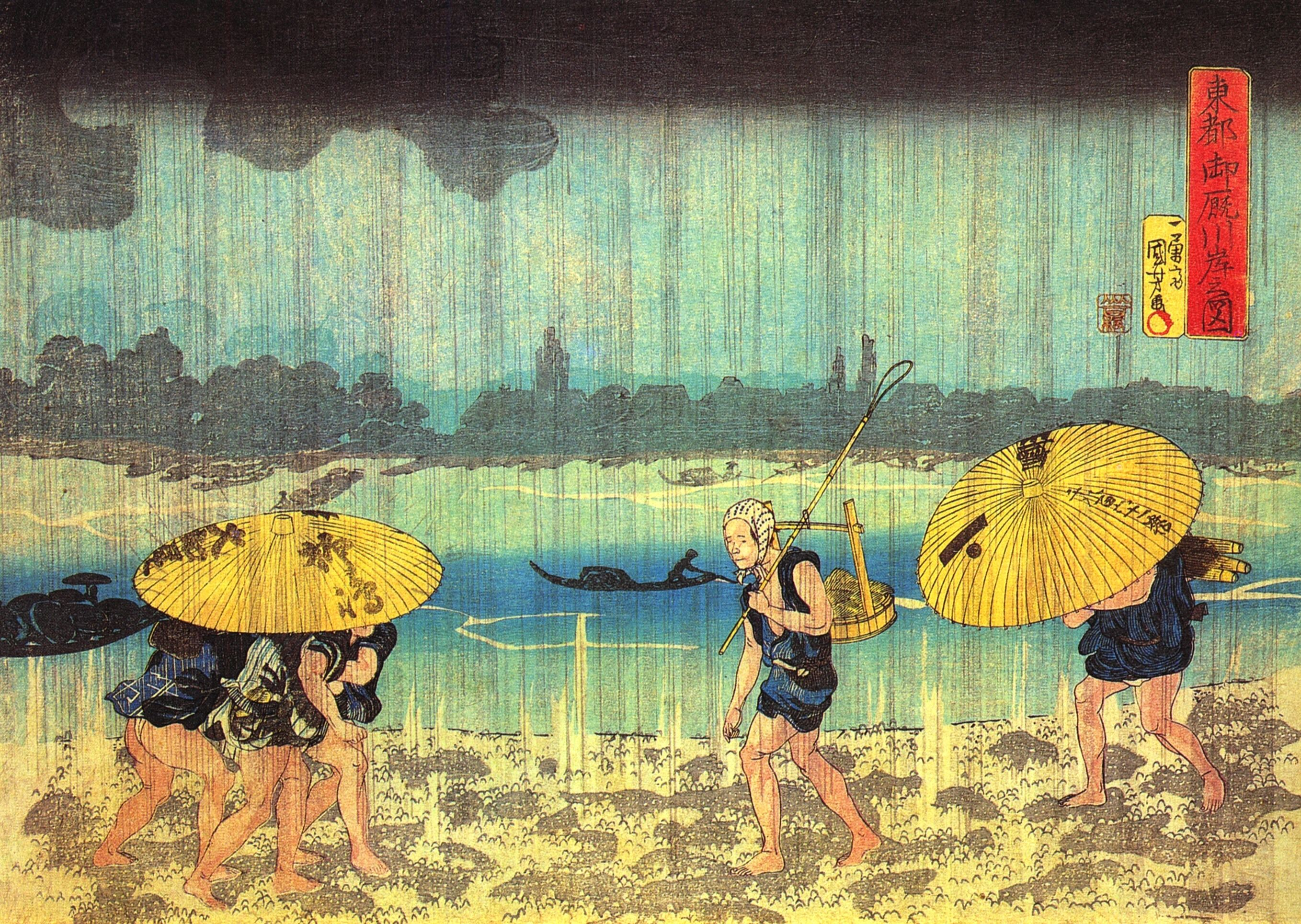
Am Ufer des Sumida, Farbholzschnitt von Kuniyoshi, um 1833

Der Fluss gab dem Tokioter Bezirk Sumida zwar seinen Namen, allerdings leitet sich das erste japanische Schriftzeichen für den Bezirksnamen von einer alternativen Bezeichnung für das Flussufer (墨堤) ab. Auf dem Sumida verkehren Touristenboote, von denen aus sich ein spektakulärer Blick auf die Skyline der japanischen Hauptstadt bietet.
Der Sumida fließt durch folgende Stadtbezirke Tokios:
- Kita
- Adachi
- Arakawa
- Sumida
- Taitō
- Kōtō
- Chūō

Der Sumida bildete einst die Grenze zwischen den Provinzen Musashi und Shimousa, was der großen Brücke über den Sumida den Namen „Zweiländer-Brücke“ (Ryōgoku-bashi) gab. Später kam zwar die Ostseite des Sumida zur Provinz Musashi, aber der Name blieb.
Über den Sumida führen diverse Brücken, darunter als einzige Fußgängerbrücke die Sakurabashi.

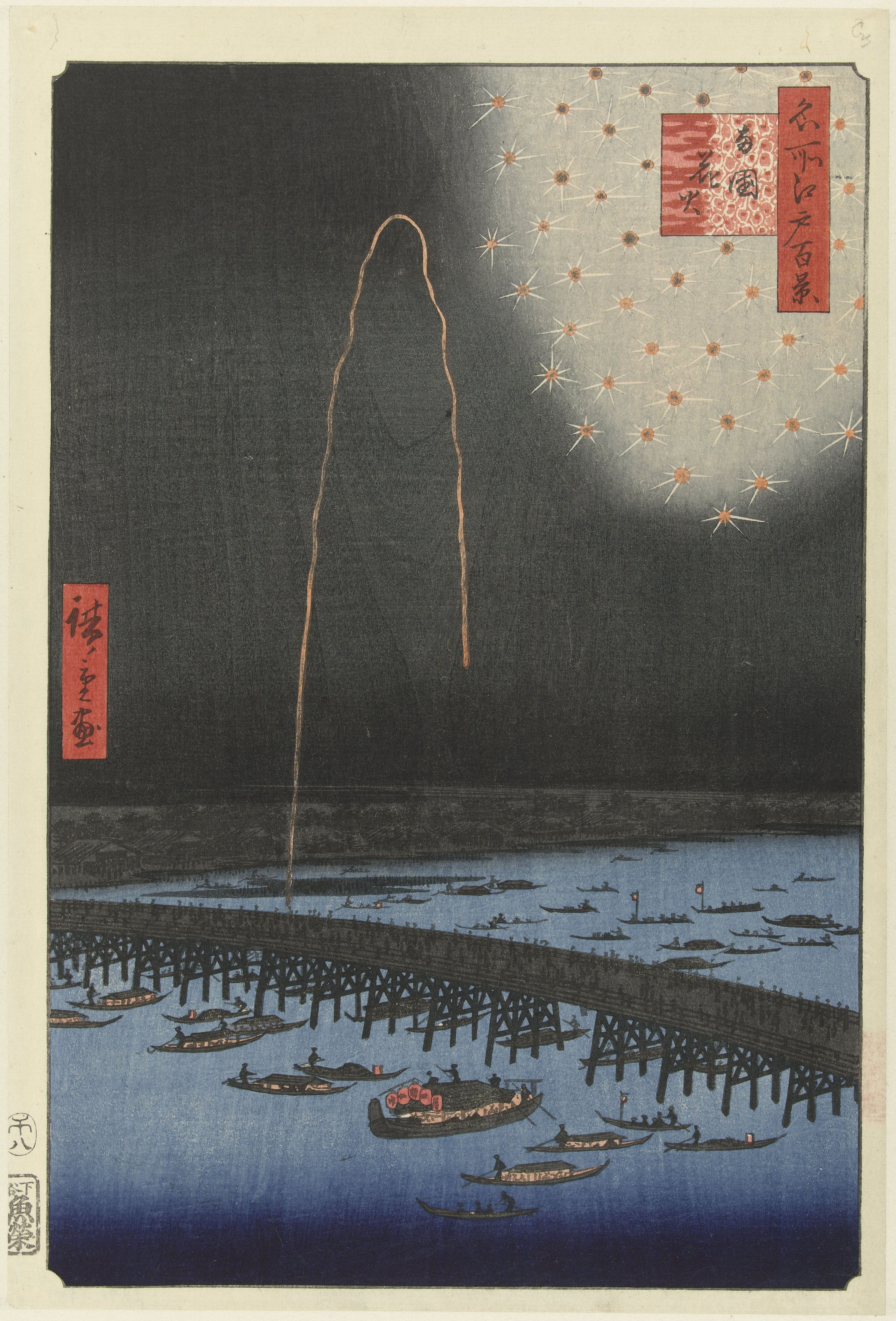
Feuerwerk an der Ryogoku Brücke (1856–58)

## Feuerwerk
Unter der Bezeichnung Sumidagawa Hanabi Taikai (隅田川花火大会) wird seit 1978 am letzten Samstag im Juli bei Asakusa über dem Fluss ein großes Feuerwerk abgebrannt.
Entsprechende Veranstaltungen waren an der Ryōgoku-Brücke (両国橋 Ryōgoku-bashi) über den Sumida bereits seit 1810 als Ryōgoku Kawabiraki (両国川開き) etabliert, wobei verschiedene Vereinigungen von Feuerwerkern, vornehmlich die Tamaya (玉屋) und die Kagiya (鍵屋), miteinander konkurrierten. Die Darstellung eines solchen Feuerwerks findet sich als Blatt 98 in Hiroshiges Holzschnittserie  100 berühmte Ansichten von Edo (1856–58).
In den 1920er-Jahren mit dem Kantō-Erdbeben am 1. September 1923 hatte man dann andere Sorgen, und die Tradition eines Großfeuerwerks über dem Sumida endete, bis sie 1978 wiederbelebt wurde.